# Santa Vitória do Palmar
Santa Vitória do Palmar is een gemeente in de Braziliaanse deelstaat Rio Grande do Sul. De gemeente telt 31.605 inwoners (schatting 2009).
De gemeente is de op een na zuidelijkste gemeente van Brazilië en grenst zowel aan de Atlantische Oceaan als aan het meer Mirim dat aldaar de landsgrens vormt met Uruguay.

## Aangrenzende gemeenten
De gemeente grenst aan Chuí en Rio Grande. En over water via de lagune Lagoa Mirim met de gemeente Jaguarão.

### Landsgrens
En met als landsgrens over water via de lagune Lagoa Mirim aan de gemeente Río Branco in het departement Cerro Largo, aan het departement Rocha en aan de gemeente Rincón in het departement Treinta y Tres met het buurland Uruguay.

## Verkeer en vervoer
De plaats ligt aan de wegen BR-471 en BR-473.

## Geboren in Santa Vitória do Palmar
- Cardeal (1912-1949), voetballer
- Juvenal Amarijo (1923-2009), voetballer